# Eckart Schörle
Eckart Schörle (* 1971 in Nagold) ist ein deutscher Historiker.

## Leben
Schörle studierte Geschichte, Politik und Philosophie in Gießen und Göttingen. Von 1999 bis 2000 arbeitete er als Wissenschaftlicher Mitarbeiter an der Universitätsbibliothek Erfurt und von 2000 bis 2001 als Wissenschaftlicher Mitarbeiter an der Georg-August-Universität Göttingen.
Von 2001 bis 2004 war Schörle Promotionsstipendiat der Heinrich-Böll-Stiftung. 2005 wurde er an der Universität Erfurt mit der Arbeit Die Verhöflichung des Lachens. Lachgeschichte im 18. Jahrhundert promoviert. Schörle ist Redakteur und Mitherausgeber der Geschichtszeitschrift Werkstatt Geschichte. Von 2005 bis 2013 arbeitete er als Lektor beim Sutton Verlag in Erfurt, seither ist er bei der Landeszentrale für politische Bildung Mecklenburg-Vorpommern in Schwerin tätig.
2009 veröffentlichte er einen Beitrag in dem im Panama-Verlag erschienenen Buch Vergnügen in der DDR.

## Schriften
- Harro Magnussen (1861-1908): ein Bildhauer der Jahrhundertwende zwischen Anpassung und Eigensinn. In: Nordelbingen. ISSN 0078-1037, Bd. 71 (2002), S. 75–110.
- Die ärztliche Versorgung an Zwangsarbeiterinnen und Zwangsarbeitern in Thüringen: das Beispiel Erfurt. In: Medizin und Zwangsarbeit im Nationalsozialismus. (2004), S. 149–172.
- Oberbürgermeister Walter Kießling: der Erfurter "Führer" im Dritten Reich. In: Stadt und Geschichte. ISSN 1618-1964 (2004), 24, S. 8–9.
- Die ärztliche Versorgung von Zwangsarbeiterinnen und Zwangsarbeitern in Thüringen: Das Beispiel Erfurt. In: Andreas Frewer/Günther Siedbürger (Hg.): Medizin und Zwangsarbeit im Nationalsozialismus, Frankfurt/M./New York: Campus 2004, S. 149–172, ISBN 978-3-593-37626-4.
- Die Zukunft des Gedenkens, Artikel im Antifaschistischen Infoblatt, Nr. 3/2005 ISSN 1862-7838, Bd. 67 (2005), S. 24–27.
- Die Verhöflichung des Lachens. Lachgeschichte im 18. Jahrhundert (= Kulturen des Komischen, Bd. 4). Aisthesis-Verlag, Bielefeld 2007, ISBN 3-89528-618-4 (= Dissertation Universität Erfurt).
- Trenkerbund, blonde Sieben und wilde Udestedter : Jugendprotest gegen den Nationalsozialismus in Erfurt. In: Stadt und Geschichte. ISSN 1618-1964 (2008), 37, S. 17–18.
- Legion Condor oder Interbrigade? : Erfurter im Spanischen Bürgerkrieg 1936-39. In: Stadt und Geschichte. ISSN 1618-1964 (2006), 32, S. 24–25.
- Freier Zugang zur Geschichtswissenschaft? : die Open-Access-Debatte in Deutschland. In: WerkstattGeschichte. ISSN 0933-5706, Bd. 52 (2009), S. 57–68.
- Internationale der Antisemiten : Ulrich Fleischhauer und der "Welt-Dienst". In: WerkstattGeschichte, Heft 51, 2009, Klartext-Verlag, Essen, S. 57–72.
- Erfurt – ein "Mekka der Antijudaisten"? In: Mitteilungen des Vereins für die Geschichte und Altertumskunde von Erfurt. ISSN 0943-299X, Bd. 71 (2010), S. 108–136.
- Der "Welt-Dienst" : eine antisemitische Nachrichtenagentur. In: Antifaschistisches Info-Blatt. ISSN 1862-7838, Bd. 91 (2011), S. 42–45.
- Die Verhöflichung des Lachens. Lachgeschichte im 18. Jahrhundert. Aisthesis-Verlag, 2007, ISBN 978-3-89528-618-6.
- 100 berühmte Schwaben. Sutton-Verlag, 2008, ISBN 978-3-86680-399-2.
- Das Erfurter Deserteursdenkmal – Ein Rückblick. In: Stadt und Geschichte. ISSN 1618-1964 (2011), 48, S. 32–34.
- Neckarbrücken. Sutton, Erfurt 2013, ISBN 978-3-95400-128-6.
- Eine kleine Geschichte der Telefonzelle, Buch & Bild Verlag, Nagold 2019, ISBN 978-3-926341-48-8.